# گیشه (وبگاه)
سایت گیشه یا وب‌گاه گیشه اولین پایگاه اینترنتی است که در ایران اقدام به فروش بلیت برنامه‌های نمایشی به صورت آنلاین نموده است.

## فعالیت
این وب‌گاه در مرداد سال ۱۳۸۲ رسما به عنوان اولین پایگاه اینترنتی فروش بلیط برنامه‌های نمایشی آغاز به کار کرد.
این وب‌گاه در مدت فعالیت خود بلیط تمامی نمایش‌های تئاتر در تهران را به فروش می‌رسانید. در آن زمان این مورد تنها نمونه از کارکرد اینترنت در زمینه جلب مخاطب و کمک به اقتصاد تئاتر بود. پرداخت وجه بلیط از طریق کارتهای بانکی عضو سیستم شتاب صورت می‌پذیرفت.
همچنین برنامه نمایش تمامی سینماها و تئاترهای ایران شامل عنوان برنامه، سانس‌ها و قیمت بلیط به صورت کاملاً به روز بر روی آن منتشر می‌شد و تماشاگران می‌توانستند نظرات خود را در مورد برنامه‌های روی پرده بر روی سایت منتشر نمایند.
این وب‌گاه پس از پنج سال فعالیت مستمر در سال به صورت نیمه فعال در آمد ولی در صفحه اصلی آن اظهار امیدواری شده‌است که فعالیت آن از سر گرفته شود.